# Анна Елизабет фон Пфалц
Анна Елизабет фон Пфалц (на немски: Anna Elisabeth von der Pfalz; * 23 юли 1549, Зимерн; † 20 септември 1609, Люцелщайн) от династията Вителсбахи, е пфалцграфиня на Пфалц-Зимерн и чрез женитба ландграфиня на Хесен-Рейнфелс и Велденц.

## Биография
Дъщеря е на курфюрст Фридрих III (1515 – 1576) и Мария фон Бранденбург-Кулмбах (1519 – 1567), дъщеря на маркграф Казимир от Бранденбург-Кулмбах и Сузана Баварска.
Анна Елизабет се омъжва на 18 януари 1569 г. в Хайделберг за ландграф Филип II от Хесен-Рейнфелс (1541 – 1583) от Дом Хесен, единственият ландграф на Хесен-Рейнфелс. Нейната зестра е 32 000 гулдена. През 1568 – 1571 г. за Анна Елизабет е построен дворец Филипсбург в Браубах като бъдеща вдовишка резиденция.
Бракът е бездетен. Тя не е обичана в родината на нейния съпруг.
След неговата смърт тя се омъжва на 50 години през 1599 г. в Браубах за пфалцграф Йохан Аугуст от Велденц-Люцелщайн (1575 – 1611) от род Вителсбахи (линия Пфалц-Велденц). Tози брак също е бездетен.
Анна Елизабет е погребана до втория си съпруг в гробницата на църквата на Люцелщайн.